# Landmine
En landmine er en sprænganordning der er nedgravet, eller skjult på jordoverfladen, for at danne en spærring for fjendtlige tropper.
Der kan skelnes mellem panserminer og personelminer. Langs den jyske vestkyst blev der oprettet flere minefelter under 2. verdenskrig.

## Personelmine
Personelmine er beregnet til at skade eller dræbe fjendtlige soldater. De kommer i mange, snedigt udtænkte former. Nogle modeller er nedgravede, og beregnet til at ødelægge benet på offeret, mens andre hopper op i hovedhøjde og spreder en sky af granatsplinter, der kan dræbe eller lemlæste flere soldater på en gang. De kan udløses ved at ofret træder på dem, eller ved hjælp af en snubletråd.
I mange 3. verdenslande er personelminer fra tidligere konflikter et stort problem, da de kan lemlæste eller dræbe mange år efter de er udlagt.
Personelminer kan anbringes manuelt, udkastes fra køretøjer, raketter, artillerigranater eller fly.

## Panserminer
Panserminer er beregnet til at uskadeliggøre kampvogne og andre pansrede køretøjer. De er større, og skal have mere tryk for at udløses, end personelminer. Typisk vil de ikke ødelægge en kampvogn totalt, men snarere ødelægge dens bælter, så den bliver immobiliseret. Mindre pansrede køretøjer, som PMVer vil være mere tilbøjelige til at blive ødelagt.